# Monte Grappa (metropolitana di Torino)
Monte Grappa è una fermata della metropolitana di Torino, situata in corso Francia, all'incrocio con i corsi Monte Grappa e Monte Cucco.

## Storia
La fermata è funzionante dal 4 febbraio 2006 quando la linea 1 della metropolitana subalpina venne resa agibile (soltanto nella tratta tra XVIII Dicembre e Fermi).
La vetrofania opera di Ugo Nespolo presente all'interno, presso la banchina, rappresenta simboli della montagna e degli alpini.
È possibile anche passare alla linea di autobus.

## Interscambi
La stazione consente l'interscambio con la rete di superficie GTT.

## Servizi
- Biglietteria automatica